# سایمون دونالدسون
سر سایمن دونالدسون (انگلیسی: Sir Simon Donaldson؛ زادهٔ ۲۰ اوت ۱۹۵۷) هندسه‌دان اهل انگلستان است.
وی همچنین برنده مدال فیلدز سال ۱۹۸۲ شده‌است. وی بنیانگذار نظریه ناورداهای دیفرانسیلی فضاهای چهار بعدی است، که برای اولین بار توانست با آنالیز معادلات یانگ میلز روی فضاهای چهار بعدی، از طریق روش‌های پیشرفته هندسه جبری، ساختارهای غریب روی فضای اقلیدسی و رویه دولگاچف را بر ملا کند و نظریه نسبیت آینشتین را با چالش وجود فضا-زمان غریب مواجه سازد.